# Ana Graciela Sagastume López
Ana Graciela Sagastume López és una fiscal de El Salvador coneguda per les seves investigacions en casos de feminicidis. A principis de 2018 fou nomenada fiscal especial de dones i feminicidis d'El Salvador i aquell mateix any inclosa a la relació de la BBC de les 100 dones més influents de l'any 2018.
Sagastume havia exercit com a cap de la unitat especial d'atenció a la dona a Santa Ana, una de les ciutats més grans d'El Salvador, i és especialment coneguda per haver liderat les investigacions dels assassinats de la periodista Kala Turcios i la doctora Rosa María Bonilla. Arran de l'increment de les xifres d'assassinats de dones, infants i adolescents a El Salvador, l'any 2018 es va crear la Direcció Nacional de la Dona, Infància, Adolescència i Població LGTBI, una institució que incloïa la creació d'una plaça de fiscal especial en casos de feminicidis, la qual fou assignada a Sagastume el maig de 2018.